# La Couarde-sur-Mer
La Couarde-sur-Mer är en kommun i departementet Charente-Maritime i regionen Nouvelle-Aquitaine i västra Frankrike. Kommunen ligger i kantonen Île de Ré som ligger i arrondissementet La Rochelle. År 2022 hade La Couarde-sur-Mer 1 112 invånare.

## Befolkningsutveckling
| Befolkningsutvecklingen i La Couarde-sur-Mer 1968–2021 | Befolkningsutvecklingen i La Couarde-sur-Mer 1968–2021 | Befolkningsutvecklingen i La Couarde-sur-Mer 1968–2021 | Befolkningsutvecklingen i La Couarde-sur-Mer 1968–2021 | Befolkningsutvecklingen i La Couarde-sur-Mer 1968–2021 |
| ------------------------------------------------------ | ------------------------------------------------------ | ------------------------------------------------------ | ------------------------------------------------------ | ------------------------------------------------------ |
|                                                        |                                                        |                                                        |                                                        |                                                        |
| År                                                     |                                                        |                                                        | Folkmängd                                              |                                                        |
| 1968                                                   | 1968                                                   |                                                        | 758                                                    |                                                        |
| 1975                                                   | 1975                                                   |                                                        | 794                                                    |                                                        |
| 1982                                                   | 1982                                                   |                                                        | 856                                                    |                                                        |
| 1990                                                   | 1990                                                   |                                                        | 1 029                                                  |                                                        |
| 1999                                                   | 1999                                                   |                                                        | 1 179                                                  |                                                        |
| 2007                                                   | 2007                                                   |                                                        | 1 241                                                  |                                                        |
| 2015                                                   | 2015                                                   |                                                        | 1 199                                                  |                                                        |
| 2021                                                   | 2021                                                   |                                                        | 1 104                                                  |                                                        |